# Drabet på Anette Just Olesen
Drabet på Anette Just Olesen var et drab, der blev begået den 21. august 1990 i opgangen foran hendes lejlighed på Højdevej på Amager. Drabet er fortsat uopklaret. 
I 2002 genoptog politiet efterforskningen af sagen, da to clairvoyante i en udsendelse på TvDanmark i et klarsyn kom op med navn og adresse på en mulig gerningsmand. Tv-programmet medførte flere nye henvendelser, men førte aldrig politiet nærmere en opklaring.

## Baggrund
Anette Just Olesen blev født den 23. august 1962. Just Olesen levede et stille liv. Hun var lesbisk, og havde få forbindelser til mænd. Hun var arbejdsløs korrespondent, boede alene og havde en lille omgangskreds med få nære venner.

### Drabet og efterforskning
Den 21. august 1990 omkring klokken 23.30 ville hun låse sig ind i sin lejlighed på Højdevej 25 B på Amager. Ved sin dør stillede hun sin rygsæk og to poser fra sig for at finde nøglen, da en mand angreb hende bagfra og pressede en kniv mod hendes hals. Hun råbte op og kæmpede imod sin overfaldsmand. I kampen tumlede de ned af trappen, hvor det lykkedes gerningsmanden at stikke Anette flere gange i brystet, inden han flygtede fra stedet. En beboer i opgangen hørte tumulten, og da han åbnede sin dør, fandt han den blødende kvinde. Hun blev kørt på Sundby Hospital, hvor hun døde en time senere. Beboeren nåede også at få et glimt af gerningsmanden, da han flygtede ad Tycho Brahes Alle i retning af Sundby Kirkegård. To 17-årige drenge havde også set gerningsmanden flygte. De beskrev gerningsmanden som mellem 25 og 30 år, tæt bygget og 180 cm høj og med kort, lyst, bølget hår med høje tindinger og et lille lyst overskæg. Han var iført grå trøje og cowboybukser. Kort efter blev en 20-årig kvinde truet med en kniv til at udlevere sine penge af en mand, hvis signalement stemte overens med morderens.
Under efterforskningen afhørte politiet en ung mand fra Anette Just Olesens boligkompleks, der tidligere havde vist en nærmest sygelig interesse for hende. Han viste sig dog at have et alibi, og faldt derfor uden for mistanke. Politiet fandt et håndaftryk i drabsopgangen, der muligvis var afsat af Anette Just Olesens morder. Hundredvis af personer fik efterfølgende deres håndaftryk kontrolleret, deriblandt leveringsbude, håndværkere, beboere og gæster. Men der er aldrig blevet fundet et match. Det lykkedes heller ikke politiet at finde mordvåbnet, som formodes at være en køkkenkniv på mindst 20 centimeter.